# Phoradendron brachystachyum
Phoradendron brachystachyum là một loài thực vật có hoa trong họ Santalaceae. Loài này được (DC.) Nutt. miêu tả khoa học đầu tiên năm 1847.